# لومنیتسه (ناحیه برونتال)
لومنیتسه (به چکی: Lomnice) یک منطقهٔ مسکونی در جمهوری چک است که در شهرستان برونتال واقع شده‌است. لومنیتسه ۲۷٫۱۱ کیلومتر مربع مساحت و ۵۴۰ نفر جمعیت دارد و ۵۴۸ متر بالاتر از سطح دریا واقع شده‌است.